# Список дипломатических миссий Судана

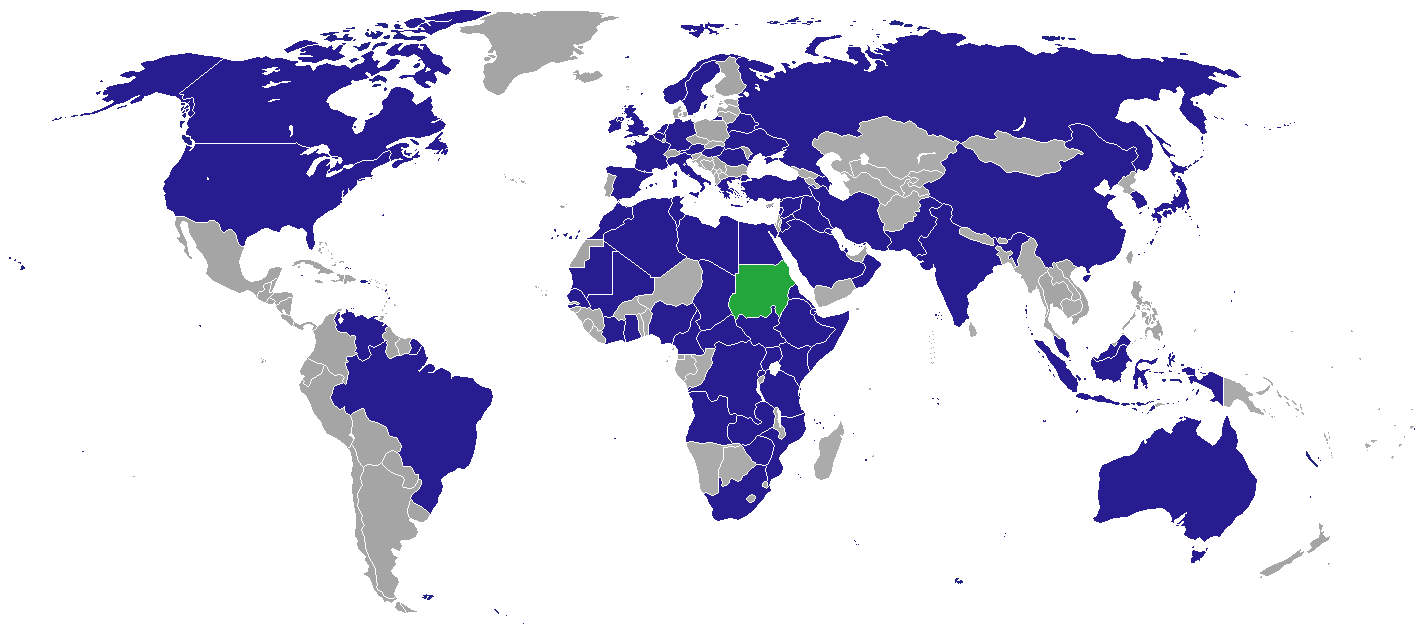
Дипломатические миссии Судана

Список дипломатических миссий Судана — перечень дипломатических миссий (посольств) Судана в странах мира (не включает почётных консульств). Судан в связи с финансовыми трудностями может отказаться от некоторых дипломатических миссий в других странах.

## Европа

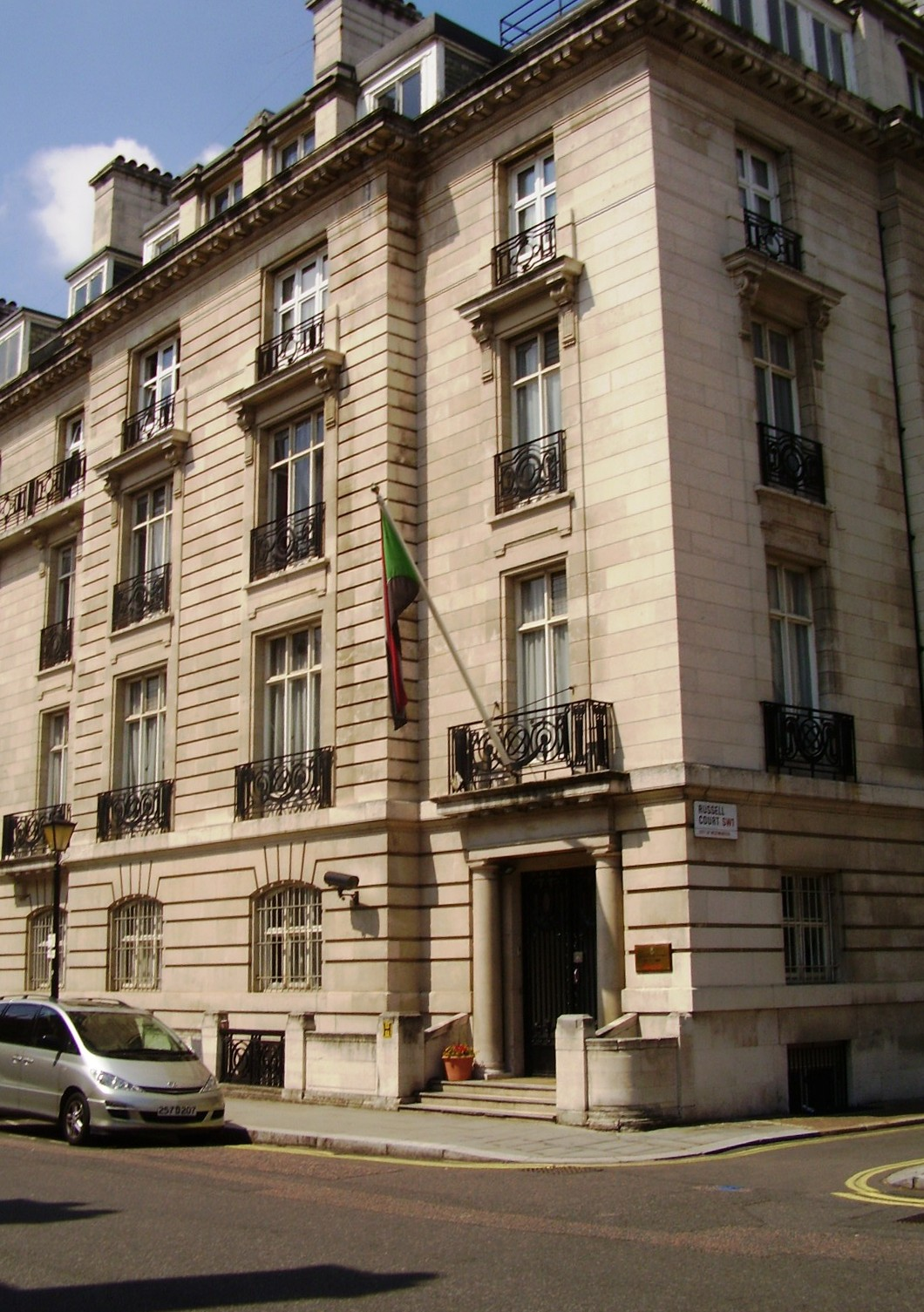
Посольство Судана в Лондоне

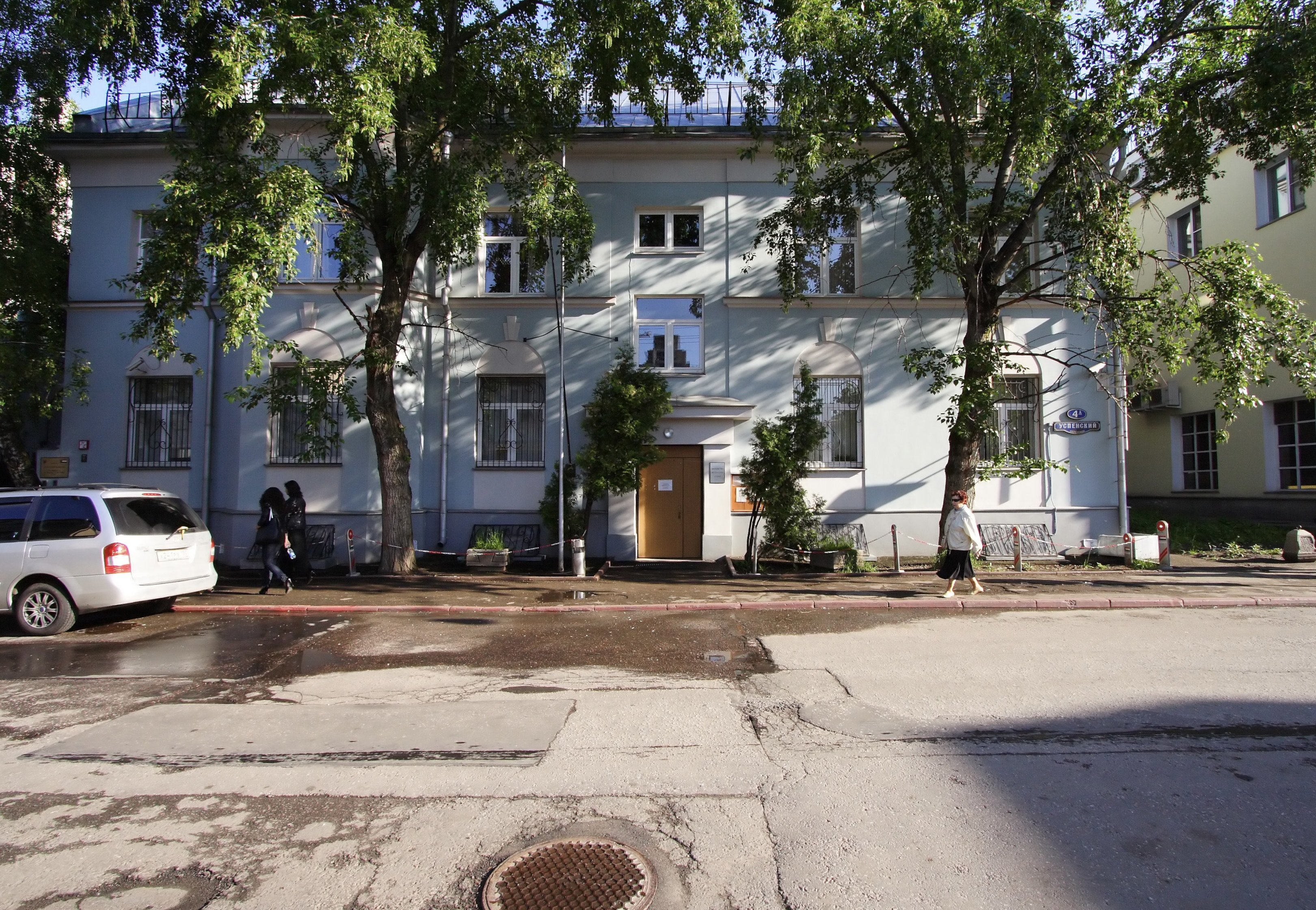
Посольство Судана в Москве

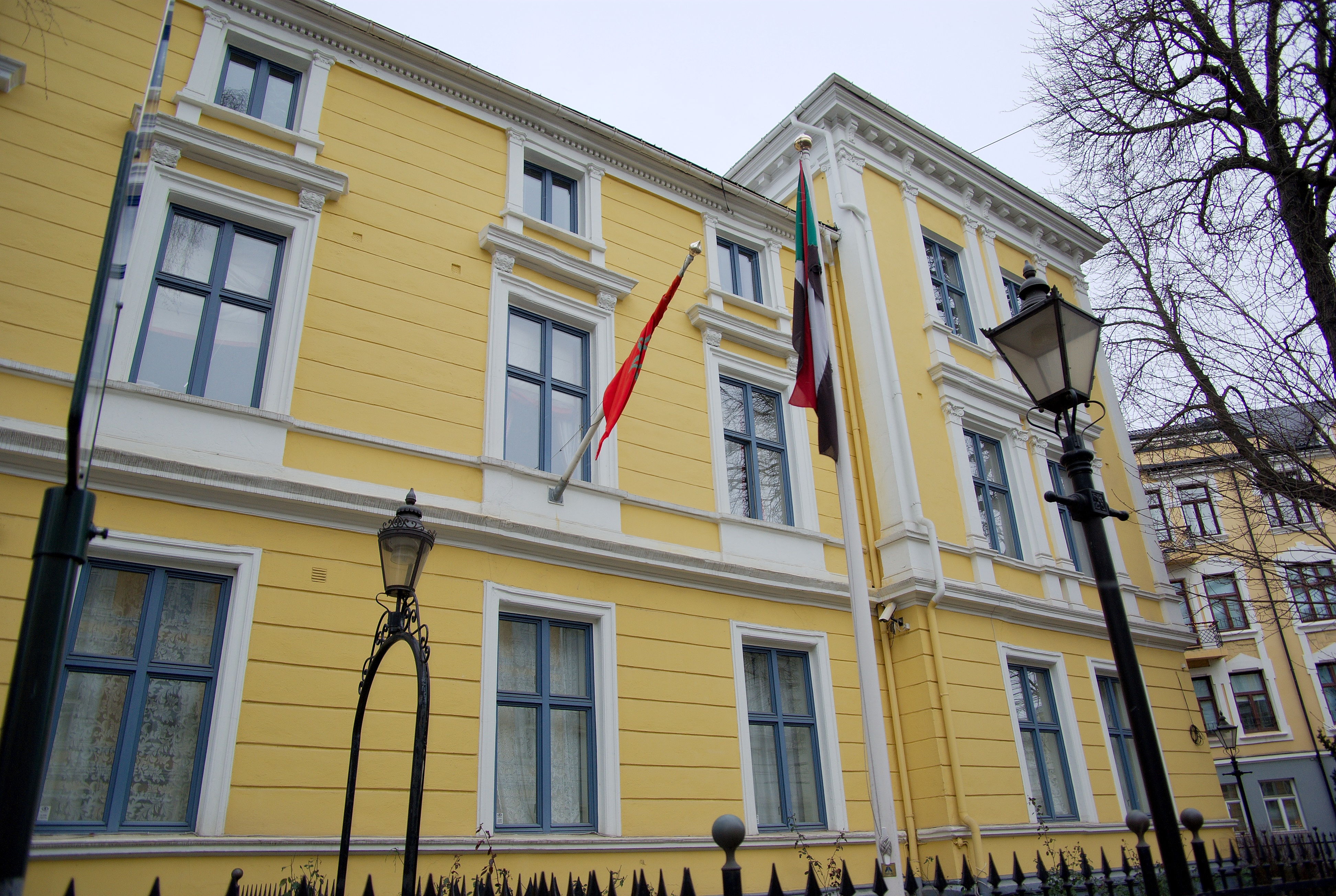
Посольство Судана в Осло

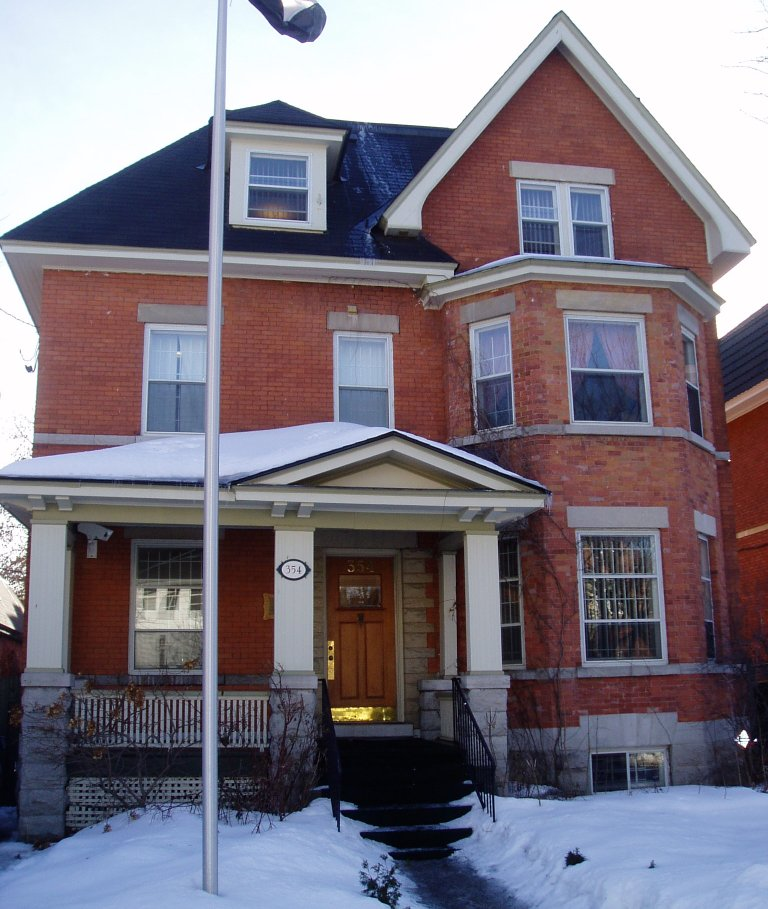
Посольство Судана в Оттаве

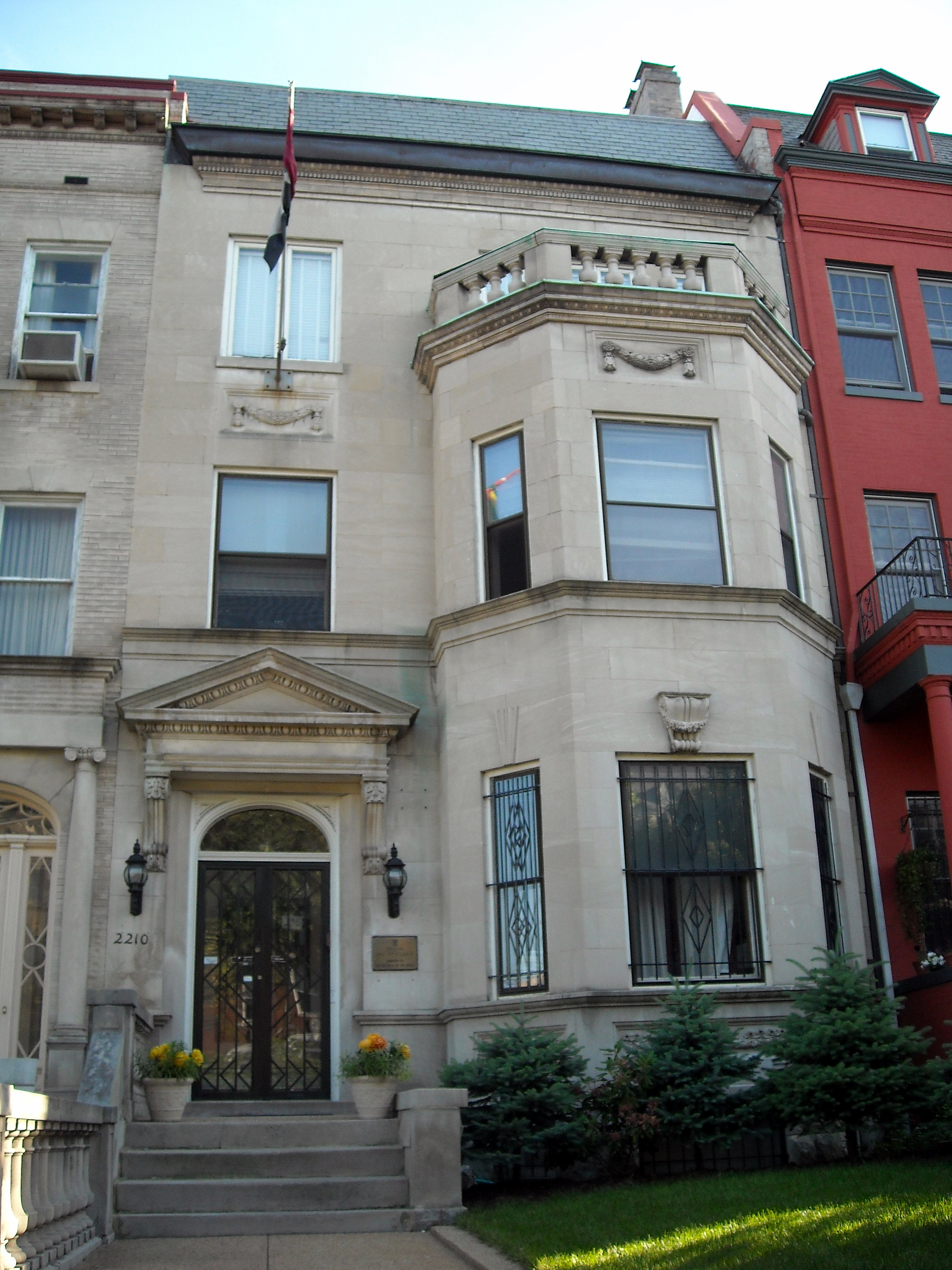
Посольство Судана в Вашингтоне

- Австрия
  - Вена (посольство)
- Азербайджан
  - Баку (посольство)
- Бельгия
  - Брюссель (посольство)
- Болгария
  - София (посольство)
- Великобритания
  - Лондон (посольство)
- Германия
  - Берлин (посольство)
- Испания
  - Мадрид (посольство)
- Италия
  - Рим (посольство)
- Нидерланды
  - Гаага (посольство)
- Норвегия
  - Осло (посольство)
- Россия
  - Москва (посольство)
- Румыния
  - Бухарест (посольство)
- Франция
  - Париж (посольство)
- Чехия
  - Прага (посольство)
- Швеция
  - Стокгольм (посольство)

## Азия
- Китай
  - Пекин (посольство)
- Индия
  - Нью-Дели (посольство)
- Индонезия
  - Джакарта (посольство)
- Япония
  - Токио (посольство)
- Республика Корея
  - Сеул (посольство)
- Малайзия
  - Куала-Лумпур (посольство)
- Пакистан
  - Исламабад (посольство)
- Таиланд
  - Бангкок (посольство)
- Вьетнам
  - Ханой (посольство)

## Средний Восток
- Иордания
  - Амман (посольство)
- Ирак
  - Багдад (посольство)

- Йемен
  - Сана (посольство)
- Катар
  - Доха (посольство)
- Кувейт
  - Кувейт (посольство)
- Ливан
  - Бейрут (посольство)
- ОАЭ
  - Абу-Даби (посольство)
- Оман
  - Маскат (посольство)
- Саудовская Аравия
  - Эр-Рияд (посольство)
  - Джидда (генеральное консульство)
- Сирия
  - Дамаск (посольство)
- Турция
  - Анкара (посольство)

## Америка
- Бразилия
  - Бразилиа (посольство)
- Венесуэла
  - Каракас (посольство)
- Канада
  - Оттава (посольство)
- США
  - Вашингтон (посольство)

## Африка
- Алжир
  - Алжир (посольство)
- Джибути
  - Джибути (посольство)
- Египет
  - Каир (посольство)
- Замбия
  - Лусака (посольство)
- Зимбабве
  - Хараре (посольство)
- Кения
  - Найроби (посольство)
- ДР Конго
  - Киншаса (посольство)
- Ливия
  - Триполи (посольство)
- Марокко
  - Рабат (посольство)
- Нигерия
  - Лагос (посольство)
- Сенегал
  - Дакар (посольство)
- Сомали
  - Могадишо (посольство)
- Танзания
  - Дар-эс-Салам (посольство)
- Тунис
  - Тунис (посольство)
- Уганда
  - Кампала (посольство)
- ЦАР
  - Банги (посольство)
- Чад
  - Нджамена (посольство)
- Эритрея
  - Асмэра (посольство)
- Эфиопия
  - Аддис-Абеба (посольство)
- ЮАР
  - Претория (посольство)
- Южный Судан
  - Джуба (посольство)

## Международные организации
- Аддис-Абеба (постоянное представительство при Африканском союзе)
- Брюссель (представительство при ЕС)
- Вена (постоянное представительство при ООН)
- Женева (постоянное представительство при ООН и других международных организациях)
- Нью-Йорк (постоянное представительство при ООН)
- Найроби (постоянное представительство при ООН и других международных организациях)
- Париж (постоянное представительство при ЮНЕСКО)